# Wojewodowie brzeskokujawscy

## Wojewodowiekujawsko–dobrzyńscyiKsięstwa kujawskiego
| Monarcha                                             | # | Wojewoda                                                                 | Portret | Herb | Lata sprawowania urzedu        | Lata życia                 |
| ---------------------------------------------------- | - | ------------------------------------------------------------------------ | ------- | ---- | ------------------------------ | -------------------------- |
| Bolesław Mieszkowic                                  | 1 | Henryk                                                                   |         |      | ok. 1194 – ok. 1195            |                            |
| Mieszko III Stary/ Leszek Biały/ Konrad I mazowiecki | 2 | Piotr Wszeborowic Stary ze Strzelna Piotr Wszeborowic Stary ze Skrzyńska |         |      | 1198                           | zm. przed 1216             |
| Konrad I mazowiecki                                  | 3 | Arnold                                                                   |         |      | marzec 1228 – 23 kwietnia 1228 |                            |
| Konrad I mazowiecki                                  | 4 | Krzesław Krystynowic Krzesław Krystynowic (z Piotrkowa, z Skrzyńska)     |         |      | ok. 17 września 1231 – 1232    |                            |
| Kazimierz I kujawski                                 | 5 | Jan Wilkowic Jan Wilkowic (z Izbicy)                                     |         |      | 30 czerwca 1236 – 2 lipca 1236 |                            |
| Kazimierz I kujawski                                 | 6 | Bogusza Bogusza (z Kościoła/Kościelca)                                   |         |      | 7 marca 1246 – 29 czerwca 1258 |                            |
| Kazimierz I kujawski                                 | 7 | NN.                                                                      |         |      | po 8 sierpnia 1259             |                            |
| Kazimierz I kujawski                                 | 8 | Wilk z Izbicy                                                            |         |      | 14 grudnia 1267                | zm. przed 22 kwietnia 1303 |

## Wojewodowieksięstwa brzeskokujawskiego
| Monarcha                                                                    | # | Wojewoda                                                                                         | Portret | Herb | Lata sprawowania urzedu                          | Lata życia                                                   |
| --------------------------------------------------------------------------- | - | ------------------------------------------------------------------------------------------------ | ------- | ---- | ------------------------------------------------ | ------------------------------------------------------------ |
| Władysław I Łokietek/ Kazimierz II łęczycki/ Siemowit dobrzyński            | 1 | Wilk z Izbicy                                                                                    |         |      | grudzień 1267/7 sierpnia 1273 – październik 1287 | zm. przed 22 kwietnia 1303                                   |
| Władysław I Łokietek/ Kazimierz II łęczycki/ Siemowit dobrzyński            | 2 | Krystyn Krystyn (z Piotrkowa) Nazywany wojewodą kujawskim                                        |         |      | 20 maja 1292 – 6 września 1297                   |                                                              |
| Władysław I Łokietek/ Kazimierz II łęczycki/ Siemowit dobrzyński/ Wacław II | 3 | Bronisz ze Służewa Nazywany wojewodą kujawskim (dok. książęce) i wojewodą brzeskim (dok. własne) |         |      | 20 grudnia 1297 – 13 stycznia 1301/1308          | zm. prawdopodobnie między 22 kwietnia 1316 a 1 kwietnia 1317 |
| Wacław III                                                                  | 4 | NN.                                                                                              |         |      | 25 stycznia 1306                                 |                                                              |
| Władysław I Łokietek                                                        | 5 | Stanisław z Kruszyna                                                                             |         |      | 10 maja 1307 – 10–15 czerwca 1308                | zm. przed 6 lipca 1314                                       |
| Władysław I Łokietek                                                        | 6 | Mikuł                                                                                            |         |      | 10 listopada 1313 – 28 kwietnia 1320             |                                                              |
| Władysław I Łokietek                                                        | 7 | Jan                                                                                              |         |      | 19 listopada 1319 – 27 sierpnia 1320             |                                                              |
| Władysław I Łokietek/ Zakon Krzyżacki/ Kazimierz III Wielki                 | 8 | Wojciech Kościelec z Pakości Wojciech, Wojtek Kościelec z Pakości, Kościoła (Kościelca)          |         |      | 28 kwietnia 1325 – 4 października 1349           |                                                              |

## Wojewodowiewojewództwa brzeskokujawskiegoKrólestwa PolskiegoiI Rzeczypospolitej
| Monarcha                                                                            | #  | Wojewoda                                                                                                  | Portret | Herb | Lata sprawowania urzedu                           | Lata życia                      |
| ----------------------------------------------------------------------------------- | -- | --- | ------- | ---- | ------------------------------------------------- | ------------------------------- |
| Kazimierz III Wielki                                                                | 1  | Wojciech Kościelec z Pakości Wojciech, Wojtek Kościelec z Pakości, Kościoła (Kościelca)                   |         |      | 28 kwietnia 1325 – 4 października 1349            |                                 |
| Kazimierz III Wielki                                                                | 2  | Wincenty z Lubeiania Nazywany na przemian wojewodą brzeskim i kujawskim                                   |         |      | 19 maja 1350 – 10 września 1356                   | zm. przed 5 czerwca 1357        |
| Kazimierz III Wielki/ Ludwik Węgierski/ Jadwiga Andegaweńska/ Władysław II Jagiełło | 3  | Wojciech z Kościoła Wojciech z Kościelca, Pakości, Łabiszyna                                              |         |      | 3 stycznia 1358 – 10 marca 1386                   |                                 |
| Jadwiga Andegaweńska/ Władysław II Jagiełło                                         | 4  | Krzesław z Kościoła Krzesław z Kościoła (Kościelnej Wsi), Poczernina (Pocierzyna), Wstowa (Mstowa)        |         |      | 24 lipca 1391 – 13 października 1411              | zm. przed 19 lipca 1412         |
| Władysław II Jagiełło                                                               | 5  | Maciej Kościelec z Łabiszyna Maciej, Maciek, Kościelec z Łabiszyna                                        |         |      | 9 czerwca 1412 – przed 6 marca 1430               | zm. przed 6 marca 1430          |
| Władysław II Jagiełło/ Władysław III Warneńczyk/ Kazimierz IV Jagiellończyk         | 6  | Jan z Lichenia Jan z Lichenia, Gosławic                                                                   |         |      | 3 kwietnia 1430 – 15 październiak 1448            | zm. przed 31 października 1449  |
| Kazimierz IV Jagiellończyk                                                          | 7  | Jan (II) Kretkowski                                                                                       |         |      | 23 grudnia 1449 – 24 czerwca 1451                 | zm. przed 4 stycznia 1452       |
| Kazimierz IV Jagiellończyk                                                          | 8  | Mikołaj Szarlejski ze Ściborza                                                                            |         |      | 25 marca 1452 – 25 maja 1457                      | 1400 – 23 czerwca 1457          |
| Kazimierz IV Jagiellończyk                                                          | 9  | Mikołaj (I) Kościelecki ze Skępego                                                                        |         |      | 3 grudnia 1457 – 2 stycznia 1480                  | zm. przed 12 stycznia 1480      |
| Kazimierz IV Jagiellończyk                                                          | 10 | Andrzej Kretkowski z Chodcza                                                                              |         |      | 9 lutego/11 maja 1480 – przed 3 lipca 1480        | zm. przed 3 lipca 1480          |
| Kazimierz IV Jagiellończyk                                                          | 11 | Piotr Dunin Piotr Dunin z Prawkowic, Świętego, Ujazdu                                                     |         |      | 22 lipca 1480 – 17 kwietnia 1484                  | zm. 20 maja 1484                |
| Kazimierz IV Jagiellończyk/ Jan I Olbracht                                          | 12 | Jan (I) z Oporowa                                                                                         |         |      | 5 października 1484 – 5 grudnia 1493              | zm. 7 lutego 1494               |
| Jan I Olbracht                                                                      | 13 | Maciej ze Służewa                                                                                         |         |      | 13 października 1494 – 20 kwietnia 1496           |                                 |
| Jan I Olbracht                                                                      | 14 | Andrzej z Pierowej Woli/Andrzej Lubieński Andrzej z Pierowej Woli, Lubienia Andrzej Lubieński, z Lubienia |         |      | 11 lipca 1496 – 16 maja 1498/sierpnia 1500        | zm. sierpień 1510               |
| Jan I Olbracht/ Aleksander Jagiellończyk/ Zygmunt I Stary                           | 15 | Mikołaj Kościelecki                                                                                       |         |      | 31 maja 1500/7 marca 1501 – 28 lutego 1510        | zm. ok. 1510                    |
| Zygmunt I Stary                                                                     | 16 | Mikołaj Kretkowski                                                                                        |         |      | ok. 12 października 1511 – 24 grudnia 1519        | zm. 30 lipca 1520               |
| Zygmunt I Stary                                                                     | 17 | Stanisław Kościelecki                                                                                     |         |      | ok. 18 października 1520 – 7 stycznia 1522        | 1460, Kościelec – 1534, Sokołów |
| Zygmunt I Stary                                                                     | 18 | Mikołaj Kościelecki                                                                                       |         |      | 7 stycznia 1522 – 24 lutego 1525                  | 1485, Kościelec – 1535          |
| Zygmunt I Stary                                                                     | 19 | Andrzej Oporowski                                                                                         |         |      | 24 lutego 1525 – 6 września 1532                  | zm. 1540                        |
| Zygmunt I Stary                                                                     | 20 | Jan Oporowski                                                                                             |         |      | 6 września 1532 – przed 28 czerwca 1540           | zm. przed 28 czerwca 1540       |
| Zygmunt I Stary                                                                     | 21 | Jan Janusz Kościelecki Jan, Janusz, Kościelecki                                                           |         |      | 28 czerwca 1540 – 20 grudnia 1542                 | 1490, Kościelec – 1545          |
| Zygmunt I Stary                                                                     | 22 | Mikołaj Potulicki                                                                                         |         |      | 20 grudnia 1542 – przed 11 listopada 1545         | zm. przed 11 listopada 1545     |
| Zygmunt I Stary/ Zygmunt II August                                                  | 23 | Rafał Leszczyński                                                                                         |         |      | 4 grudnia 1545 – 15 lutego 1549/ok. 27 lipca 1550 | zm. ok. 1550                    |
| Zygmunt II August                                                                   | 24 | Jannusz Kościelecki                                                                                       |         |      | 27 lipca 1550 – 29 marca 1553                     | 1524 – 1564                     |
| Zygmunt II August                                                                   | 25 | Andrzej Krotoski                                                                                          |         |      | 1 maja 1553 – 10 sierpnia 1553                    | zm. przed 3 grudnia 1555        |
| Zygmunt II August                                                                   | 26 | Łukasz Górka                                                                                              |         |      | ok. 3 grudnia 1555 – 5 kwietnia 1558              | ok. 1533 – 23 stycznia 1573     |
| Zygmunt II August                                                                   | 27 | Bartłomiej Zebrzydowski                                                                                   |         |      | 4 kwietnia 1558 – 25 stycznia 1559                |                                 |
| Zygmunt II August/ Henryk III Walezy/ Stefan Batory                                 | 28 | Jan Służewski                                                                                             |         |      | 9 maja 1563 – 28 września 1577                    | zm. przed 6 marca 1581          |
| Stefan Batory                                                                       | 29 | Piotr Potulicki                                                                                           |         |      | 6 marca 1581 – 26 sierpnia 1584                   | zm. 1606                        |
| Stefan Batory/ Zygmunt III Waza                                                     | 30 | Grzegorz Kretkowski                                                                                       |         |      | 4 listopada 1584 – 12 kwietnia 1590               | po 1508 – 1586/1590             |
| Zygmunt III Waza                                                                    | 31 | Andrzej Leszczyński                                                                                       |         |      | 28 stycznia 1591 – 24 lipca 1606                  | 1559 – 24 lipca 1606            |
| Zygmunt III Waza                                                                    | 32 | Michał Działyński                                                                                         |         |      | 1609 – 29 kwietnia 1617                           | ok. 1560 – 29 kwietnia 1617     |
| Zygmunt III Waza                                                                    | 33 | Jan Gostomski                                                                                             |         |      | 2 tycznia 1620 – 10 grudnia 1620                  | ok. 1576 – 12 marca 1623        |
| Zygmunt III Waza/ Władysław IV Waza                                                 | 34 | Jakub Szczawiński                                                                                         |         |      | 23 listopada 1620/19 grudnia 1620 – 5 lutego 1637 | 1577 – 5 lutego 1637            |
| Władysław IV Waza                                                                   | 35 | Andrzej Kretkowski                                                                                        |         |      | 14 marca 1637 – 1 maja 1643                       | zm. 1 maja 1643                 |
| Władysław IV Waza/ Jan II Kazimierz Waza                                            | 36 | Jan Szymon Szczawiński                                                                                    |         |      | 5 maja 1643 – 20 maja 1652                        | zm. 21 grudnia 1654/1655        |
| Jan II Kazimierz Waza                                                               | 37 | Władysław Wierzbowski                                                                                     |         |      | 20 maja 1652/21 lipca 1656 – 1657                 | 1612 – 1657                     |
| Jan II Kazimierz Waza                                                               | 38 | Hieronim Wierzbowski                                                                                      |         |      | 1657/8 kwietnia 1656 – 10 maja 1661               | zm. 1 maja 1665                 |
| Jan II Kazimierz Waza/ Michał Korybut Wiśniowiecki/ Jan III Sobieski                | 39 | Zygmunt Działyński                                                                                        |         |      | 16 maja 1661 – 1678                               | 1618 – 9 maja 1685              |
| Jan III Sobieski                                                                    | 40 | Jan Opaliński                                                                                             |         |      | 1678 – 18 lutego 1684                             | 1629 – 18 lutego 1684           |
| Jan III Sobieski/ August II Mocny/ Stanisław Leszczyński                            | 41 | Zygmunt Dąmbski                                                                                           |         |      | 1684/9 czerwca 1685 – 19 sierpnia 1704            | zm. 1704                        |
| Stanisław Leszczyński                                                               | 42 | Maciej Pstrokoński                                                                                        |         |      | 16 marca 1706 – 7 lutego 1707                     | zm. 1707                        |
| August II Mocny                                                                     | 43 | Jan Jakub Potulicki                                                                                       |         |      | 15 lutego 1710 – 23 czerwca 1726                  | zm. 23 czerwca 1726             |
| August II Mocny/ Stanisław Leszczyński/ August III Sas                              | 44 | Andrzej Dąmbski                                                                                           |         |      | 8 lipca 1726 – sierpień 1734                      | zm. sierpień 1734               |
| August III Sas/ Stanisław August Poniatowski                                        | 45 | Antoni Józef Dąmbski                                                                                      |         |      | 20 grudnia 1734 – ok. 20 grudnia 1770             | 1706 – 4 lipca 1771, Lubraniec  |
| Stanisław August Poniatowski                                                        | 36 | Ludwik Karol Dąmbski                                                                                      |         |      | 20 grudnia 1770 – 27 lutego 1783                  | 1731 – 27 lutego 1783           |
| Stanisław August Poniatowski                                                        | 47 | Stanisław Dąmbski                                                                                         |         |      | 20 czerwca 1783 – 1793/1809                       | zm. 1809, Warszawa              |